# 札幌市立北都小学校
札幌市立北都小学校（さっぽろしりつほくとしょうがっこう）は、札幌市白石区にある小学校である。
札幌市教育委員会の事業である「札幌市学校図書館地域開放事業」の指定校となっている。

## 沿革
- 1973年（昭和48年）
  - 5月 - 仮称「北郷東部地区小学校」として1期工事着工。
  - 8月 - 昭和38年から施工された北都土地区画整理組合が農地を区画整理した地域内「俗称北都団地」の小学校新設にちなみ校名「北都小学校」と決定。
  - 12月-仮開校式（札幌市立北郷小学校にて） 13学級475名
- 1974年（昭和49年）
  - 1月 - 開校式・祝賀会。
  - 4月 - 第1回入学式（121名)
- 1981年（昭和56年）
  - 3月 - 校区変更により111名が新設札幌市立川北小学校へ移籍。
  - 4月 - 38学級編成、児童数1579名（当時札幌市内で児童数1位の マンモス校）
- 1982年（昭和57年）3月 - 650名が新設札幌市立東川下小学校へ移籍。

## 通学区域
白石区
北郷1条11丁目から北郷1条14丁目まで、
北郷2条11丁目から北郷2条14丁目まで、
北郷3条11丁目から北郷3条14丁目まで、
北郷4条11丁目から北郷4条14丁目まで、
川北1条1丁目から川北1条3丁目まで。

## 出身有名人
- 大沢逸美（俳優）